# 航空無線通信士
航空無線通信士（こうくうむせんつうしんし）は、無線従事者の一種で電波法第40条第1項第3号イに規定するものである。 
英語表記は Aeronautical Radio Operator。

## 概要

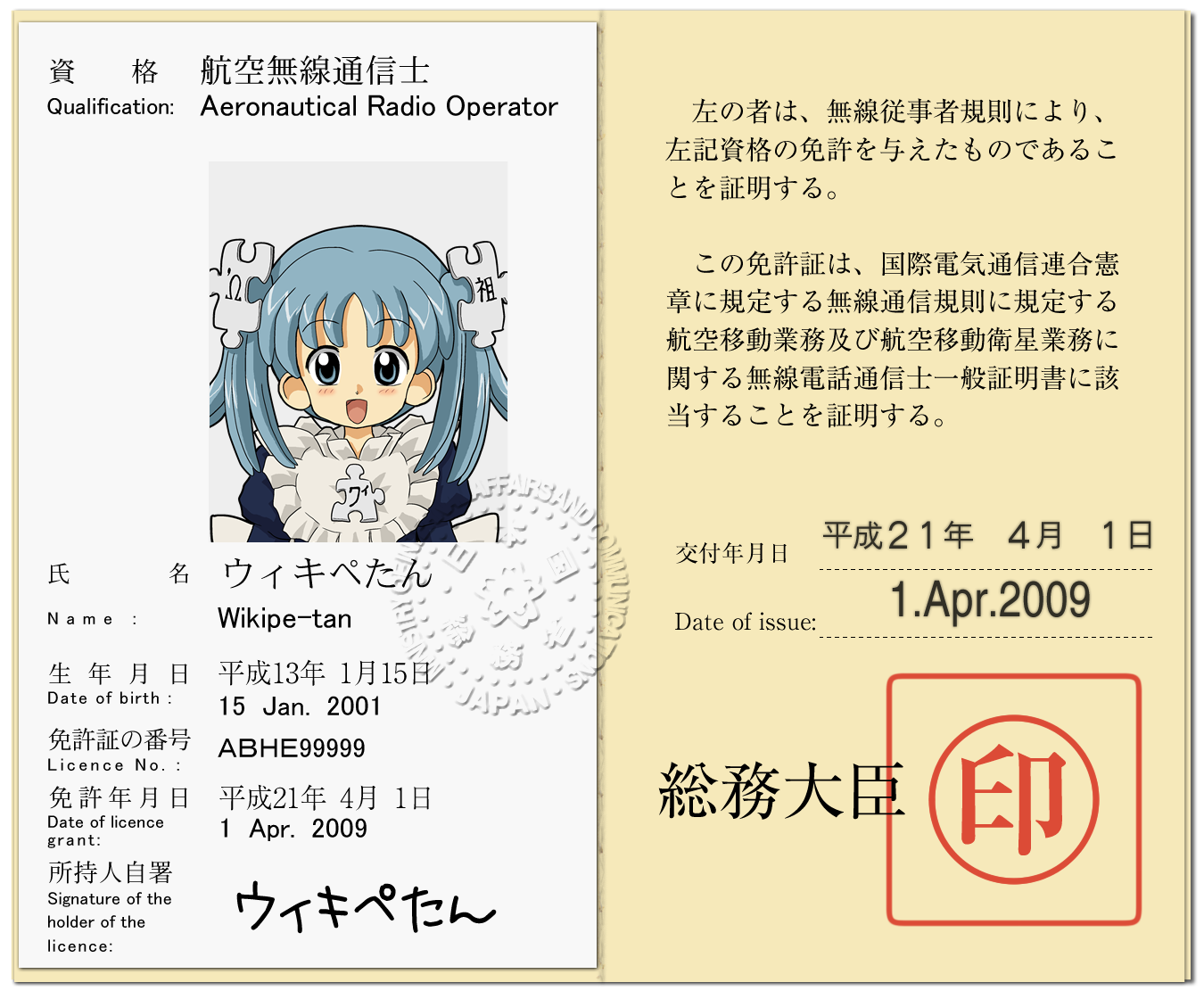
無線従事者免許証 平成22年3月まで発給

航空通と略称される。従前の航空級無線通信士は航空通とみなされる。

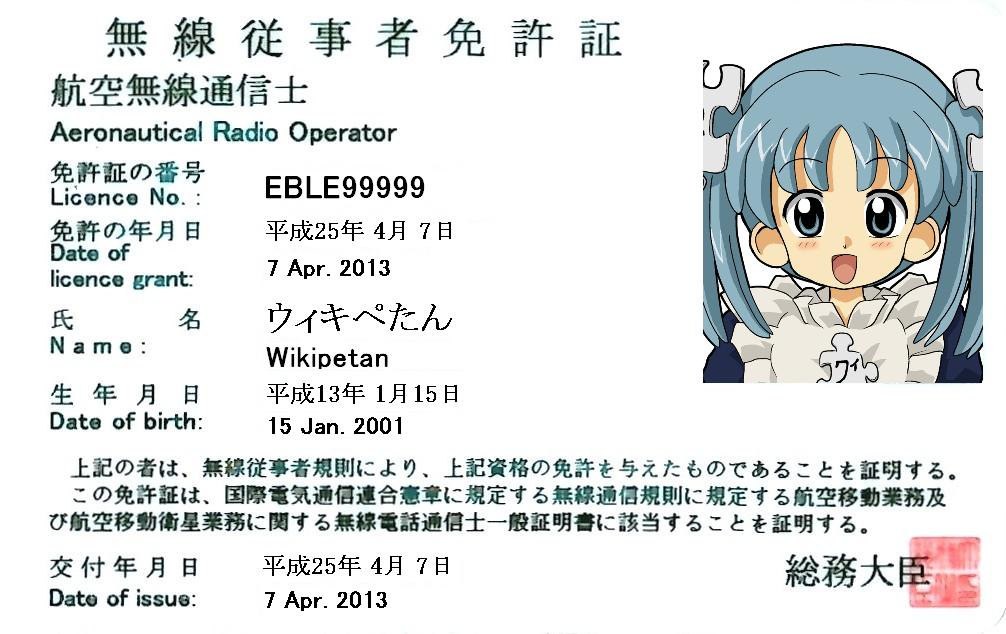
無線従事者免許証
平成22年4月以降発給

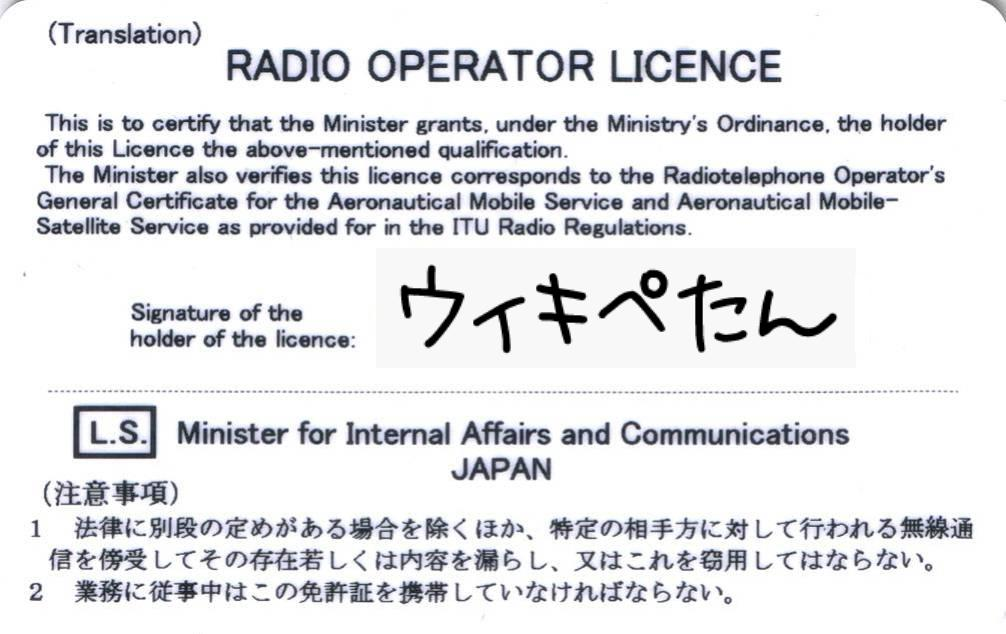
無線従事者免許証
平成22年4月以降発給（裏面）

国際電気通信連合憲章に規定する無線通信規則に準拠した資格であり、免許証には『国際電気通信連合憲章に規定する無線通信規則に規定する航空移動業務及び航空移動衛星業務に関する無線電話通信士一般証明書に該当する。』と日本語および英語で記載される。
- 1996年（平成8年）12月までは『国際電気通信連合憲章に規定する無線通信規則』が『国際電気通信条約附属無線通信規則』であった。

航空特殊無線技士の上位資格でかつ第一級・第二級総合無線通信士の下位資格である。
航空法に基づく国土交通省所管の航空従事者の一種である航空通信士とは異なるものである。

## 操作範囲
電波法施行令第3条による。
1990年（平成2年）5月1日現在
| 1.航空機に施設する無線設備並びに航空局、航空地球局及び航空機のための無線航行局の無線設備の通信操作（モールス符号による通信操作を除く。） 次に掲げる無線設備の外部の調整部分の技術操作 イ 航空機に施設する無線設備 ロ 航空局、航空地球局及び航空機のための無線航行局の無線設備で空中線電力250W以下のもの ハ 航空局及び航空機のための無線航行局のレーダーでロに掲げるもの以外のもの 2.第四級アマチュア無線技士の操作の範囲に属する操作 |

航空運送事業用航空機に開設された航空機局や、この航空機と通信を行う航空局の航空管制官などで、通信操作に従事する者が、必ず取得しなければならない必置資格である。なお航空機使用事業であれば航空特殊無線技士でも良い。
ため、取得者の大半は航空会社のパイロットと整備士、航空管制官である。
- 航空機に乗り組んで 無線設備の操作（受信も含む）を行うためには、航空法によるいわゆる運航航空従事者[注 1]の技能証明、および航空身体検査証明を有していなければならない[4]。

### 免許証関係事項証明
上記の通り、航空通は第四級アマチュア無線技士の資格で操作可能なアマチュア無線局の無線設備の操作を行うことができるが、これについて免許証に付記や英訳文はない。免許に関する事項について証明が必要な場合は、邦文または英文の「証明書」の発行を請求できる。

## 取得
次のいずれかによる。
- #国家試験に合格すること
- #養成課程（又は長期型養成課程）を修了すること

### 国家試験
日本無線協会が8・2月の年2回実施する。
試験の方法及び試験科目
総務省令無線従事者規則第3条に電気通信術は実地、その他は筆記によること、第5条に試験科目が規定されている。
試験科目
無線工学
- 無線設備の理論、構造及び機能の基礎
- 空中線系等の理論、構造及び機能の基礎
- 無線設備及び空中線系の保守及び運用の基礎

法規
- 電波法及びこれに基づく命令（航空法及び電気通信事業法並びにこれらに基づく命令の関係規定を含む。）の概要
- 国際電気通信連合憲章、国際電気通信連合条約、国際電気通信連合憲章に規定する無線通信規則、国際電気通信連合憲章に規定する電気通信規則及び国際民間航空条約（電波に関する規定に限る。）の概要

英語
- 文書を適当に理解するために必要な英文和訳
- 文書により適当に意思を表明するために必要な和文英訳
- 口頭により適当に意思を表明するに足りる英会話
  - ATC英語（航空英語）ではなく航空に関する一般的な英文。難易度は英語検定準2級程度とされる。

電気通信術
- 電話　1分間50字の速度の欧文（無線局運用規則別表第5号の欧文通話表による。）による約2分間の送話及び受話
  - 無線通信の実技試験ではなく、ATC英語は試験対象に含まれない。

一部免除
- 科目合格者はその科目を試験の翌月の初めから3年間（非常事態で国家試験が行われなかった場合等で告示に定められた者は3年を経過した後において最初に行われる試験の実施日まで）
- 第一級・第二級総合無線通信士の電気通信術の合格者は電気通信術を試験の翌月の初めから3年間（同上）
- 第一級・第二級総合無線通信士の英語及び電気通信術の科目免除認定校の卒業者は英語及び電気通信術を卒業の日から3年間（同上）
- 陸上無線技術士は無線工学、航空特殊無線技士は電気通信術
- 琉球政府の旧第三級無線技術士は無線工学[5]

試験地および日程
- 日本無線協会の本支部所在地。但し所在地以外に試験場を設定することがあり、この場合は申請時に選択が可能。
- 平日が主であるが、試験期によっては土曜に実施することがある。

合格基準等
試験の合格基準等から抜粋
| 科目                                                               | 科目       | 問題数 | 問題形式   | 満点 | 合格点 | 時間     |
| ------------------------------------------------------------------ | ---------- | ------ | ---------- | ---- | ------ | -------- |
| 無線工学                                                           | 無線工学   | 14     | 多肢選択式 | 70   | 49     | 90分     |
| 法規                                                               | 法規       | 20     | 多肢選択式 | 100  | 70     | 90分     |
| 英語                                                               | 英文和訳   | 2      | 多肢選択式 | 40   | 60注   | 90分     |
| 英語                                                               | 和文英訳   | 3      | 多肢選択式 | 30   | 60注   | 90分     |
| 英語                                                               | 英会話     | 7      | 多肢選択式 | 35   | 60注   | 30分以内 |
| 電気通信術                                                         | 電気通信術 | ー     | 実地       | 100  | 80     | ー       |
| 注：英会話が15点未満は不合格 電気通信術は電気通信術#合格基準を参照 |            |        |            |      |        |          |

試験手数料
2020年（令和2年）4月1日現在、9,300円
- 2022年1月試験から受験票がオンライン発行になったが、それまでは原則として郵送によるので、受験票送付用郵送料（第二種郵便物料金）を合算して納付していた。

#### 実施結果
| 年度                                                            | 平成20年度 | 平成21年度 | 平成22年度 | 平成23年度 | 平成24年度 | 平成25年度 | 平成26年度 | 平成27年度 |
| --------------------------------------------------------------- | ---------- | ---------- | ---------- | ---------- | ---------- | ---------- | ---------- | ---------- |
| 申請者数(人)                                                    | 3,010      | 3,078      | 3,005      | 2,725      | 2,412      | 2,668      | 2,732      | 3,102      |
| 受験者数(人)                                                    | 2,750      | 2,808      | 2,740      | 2,482      | 2,170      | 2,406      | 2,461      | 2,818      |
| 合格者数(人)                                                    | 1,106      | 1,310      | 1,234      | 925        | 644        | 971        | 922        | 878        |
| 合格率(％)                                                      | 40.2       | 46.7       | 45.0       | 37.3       | 29.7       | 40.4       | 37.5       | 31.2       |
| 全科目免除者数(人)                                              | 8          | 9          | 17         | 15         | 8          | 15         | 14         | 21         |
| 年度                                                            | 平成28年度 | 平成29年度 | 平成30年度 | 令和元年度 | 令和2年度  | 令和3年度  | 令和4年度  | 令和5年度  |
| 申請者数(人)                                                    | 3,539      | 3,534      | 3,816      | 3,838      | 3,594      | 3,712      | 3,421      | 3,429      |
| 受験者数(人)                                                    | 3,229      | 3,195      | 3,417      | 3,327      | 3,255      | 3,270      | 2,949      | 3,012      |
| 合格者数(人)                                                    | 1,363      | 1,218      | 1,337      | 1,432      | 1,440      | 1,371      | 1,309      | 1,189      |
| 合格率(％)                                                      | 42.2       | 38.1       | 39.1       | 43.0       | 44.2       | 41.9       | 44.4       | 39.5       |
| 全科目免除者数(人)                                              | 18         | 7          | 15         | 12         | 17         | 20         | 16         | 14         |
| 注 申請者数、受験者数、合格者数には、全科目免除者数を含まない。 |            |            |            |            |            |            |            |            |

### 養成課程
養成課程は、総合通信局長（沖縄総合通信事務所長を含む。以下同じ。）の認定を受けた団体が実施する。
この団体は認定施設者という。
授業はeラーニングによることができる。
受講には高等学校（定時制の課程・通信制の課程を含む）または中等教育学校卒業以上の学歴制限がある。
- 日本無線協会は一般公募または団体から受託し実施している。
  - 受講者は上記学校の卒業者以外に第三級総合無線通信士、第一級・第二級・第四級海上無線通信士、無線技術士としている。
  - 職歴、保有資格による科目免除がある。
- 直近の認定状況については養成課程一覧[9]を参照。

| 無線工学   | 法規       | 英語       | 電気通信術 |
| ---------- | ---------- | ---------- | ---------- |
| 23時間以上 | 25時間以上 | 50時間以上 | 2時間以上  |

総合通信局長が認めた方法による場合は変更できる。
- 日本無線協会の科目免除はこの規定による。

修了試験の形式及び時間
無線従事者規則に基づく総務省告示

による。
- 筆記試験は多肢選択式を原則としているが、マークシートによることは義務付けられておらず、CBTによることもできる。筆記試験の一部を記述式とすることを妨げてはいない。

| 科目                                          | 科目     | 問題数 | 満点 | 合格点 | 時間     |
| --------------------------------------------- | -------- | ------ | ---- | ------ | -------- |
| 無線工学                                      | 無線工学 | 18     | 100  | 60     | 80分     |
| 法規                                          | 法規     | 10     | 100  | 60     | 60分     |
| 英語                                          | 英文和訳 | 2      | 100  | 60     | 60分     |
| 英語                                          | 和文英訳 | 3注    | 100  | 60     | 60分     |
| 英語                                          | 英会話   | 7      | 100  | 60     | 30分程度 |
| 注 記述式の場合は2 電気通信術は国家試験と同等 |          |        |      |        |          |

受講料は認定施設者ごとに異なる。

#### 長期型養成課程
1年以上の教育課程で無線通信に関する科目を開設している学校等が認定施設者となり行う。授業はeラーニングより実施することができる。
- 学校、学科については長期型養成課程一覧[11]を参照。

| 無線機器                                         | 空中線系及び電波伝搬 | 無線測定  | 電波法令   | 国際条約  | 英語        | 電気通信術 |
| ------------------------------------------------ | -------------------- | --------- | ---------- | --------- | ----------- | ---------- |
| 41時間以上                                       | 10時間以上           | 2時間以上 | 55時間以上 | 7時間以上 | 100時間以上 | 4時間以上  |
| 総合通信局長が認めた方法による場合は変更できる。 |                      |           |            |           |             |            |

実施状況
| 年度                    | 平成20年度 | 平成21年度 | 平成22年度 | 平成23年度 | 平成24年度 | 平成25年度 | 平成26年度 | 平成28年度 |
| ----------------------- | ---------- | ---------- | ---------- | ---------- | ---------- | ---------- | ---------- | ---------- |
| 実施件数                | 26         | 17         | 15         | 12         | 16         | 21         | 17         | 15         |
| 受講者数(人)            | 654        | 245        | 234        | 186        | 239        | 315        | 244        | 327        |
| 修了者数(人)            | 648        | 237        | 234        | 186        | 239        | 314        | 244        | 327        |
| 修了率(％)              | 99.1       | 96.7       | 100.0      | 100.0      | 100.0      | 99.7       | 100.0      | 100.0      |
| 年度                    | 平成29年度 | 平成30年度 | 令和元年度 | 令和2年度  | 令和3年度  | 令和4年度  | 令和5年度  |            |
| 実施件数                | 16         | 19         | 18         | 13         | 18         | 23         | 31         |            |
| 受講者数(人)            | 260        | 298        | 300        | 243        | 191        | 238        | 313        |            |
| 修了者数(人)            | 260        | 298        | 300        | 242        | 191        | 238        | 313        |            |
| 修了率(％)              | 100.0      | 100.0      | 100.0      | 99.6       | 100.0      | 100.0      | 100.0      |            |
| 注 平成27年度の発表なし |            |            |            |            |            |            |            |            |

### 取得者数
| 年度         | 取得者数(人) |
| ------------ | ------------ |
| 平成2年度末  | 22,540       |
| 平成3年度末  | 24,126       |
| 平成4年度末  | 25,586       |
| 平成5年度末  | 27,260       |
| 平成6年度末  | 28,662       |
| 平成7年度末  | 29,708       |
| 平成8年度末  | 30,897       |
| 平成9年度末  | 31,840       |
| 平成10年度末 | 33,110       |
| 平成11年度末 | 34,040       |
| 平成12年度末 | 34,878       |
| 平成13年度末 | 35,861       |
| 平成14年度末 | 36,884       |
| 平成15年度末 | 38,044       |
| 平成16年度末 | 39,205       |
| 平成17年度末 | 40,591       |
| 平成18年度末 | 41,705       |
| 平成19年度末 | 43,272       |
| 平成20年度末 | 44,635       |
| 平成21年度末 | 46,298       |
| 平成22年度末 | 47,787       |
| 平成23年度末 | 49,040       |
| 平成24年度末 | 50,197       |
| 平成25年度末 | 51,474       |
| 平成26年度末 | 52,763       |
| 平成27年度末 | 53,987       |
| 平成28年度末 | 55,493       |
| 平成29年度末 | 56,979       |
| 平成30年度末 | 58,610       |
| 令和元年度末 | 60,359       |
| 令和2年度末  | 62,189       |
| 令和3年度末  | 63,861       |
| 令和4年度末  | 65,323       |
| 令和5年度末  | 66,833       |

この節の統計は、資格・試験による。

### 制度の変遷
1990年（平成2年）
- 和文の電気通信術があり、能力は1分間50字の速度の和文（無線局運用規則別表第5号の和文通話表による。）による約2分間の送話及び受話だった。[1]
- 科目合格の免除は試験の翌月の初めから電気通信術以外は2年間、電気通信術は3年間だった。[1]
- 国（地方電気通信監理局（沖縄郵政管理事務所を含む。以下同じ。））が国家試験を実施していた。
  - 筆記試験は記述式だった。

1991年（平成3年）- 日本無線協会が国家試験を実施することとなった。
1996年（平成8年）
- 科目合格の免除は試験の翌月の初めからすべて3年間とされた。また、養成課程（長期型養成課程を含む。）で取得できることとなった。[14]
- 和文の電気通信術が廃止された。[15]
- 筆記試験がマークシート式となった。

2009年（平成21年）- 営利団体が養成課程を実施できることとなった。
2013年（平成25年）
- 非常事態等で告示に定められた場合は科目免除が3年を超えることとなった。[17]
- 養成課程（長期型養成課程を含む。）でeラーニングによる授業とCBTによる修了試験ができることとなった。[18]

## その他
任用の要件
- 電波法第24条の2に規定する登録検査等事業者等の点検員
- 航空自衛隊の技術空曹（年齢制限がある。）

資格取得
- 第二級陸上特殊無線技士[19]（この資格による6か月以上の業務経歴（アマチュア業務を除く。）を要する。）

受験・受講資格
- 電波法施行規則第34条の3に規定する主任無線従事者講習（ただし業務経歴を要する。）
- 甲種特類を除く甲種消防設備士試験[20]
- 職業訓練指導員 (電気通信科)試験[21]
- 航空通信士の技能証明を受けるための要件の充足[22]（年齢制限がある。）

技術基準適合の確認
- 技適未取得機器による実験等の特例における届出に際し、機器が電波法の技術基準に適合することの確認ができる。[23]

必須要件
- 自衛隊の操縦士、航空管制官 - 養成課程で取得する。
- 海上保安庁の操縦士 - 養成課程で取得する。
- 航空大学校の学生 - 進級の要件であるが、自費で取得する。独立行政法人への移行前はカリキュラム内の養成課程で取得できたが、移行後に変わった。